# اوکاجی-نو-کاتا
اوکاجی-نو-کاتا (به ژاپنی: お梶の方) یا ایشواین (به ژاپنی: 英勝院 えいしょういん) (۱۵۷۸ – ۱۶۴۲ میلادی) یکی از همسران سوکوشیتسوی توکوگاوا ایه‌یاسو بود. او در سال ۱۶۰۷ و در زمانی که ایه‌یاسو ۶۴ سال داشت، پنجمین دختر و آخرین فرزند ایه‌یاسو که دختری به نام «ایچی‌هیمه» بود را به دنیا آورد. این کودک در سنین کودکی درگذشت.